# Анна Магдалена фон Пфалц-Велденц
Анна Магдалена фон Пфалц-Велденц фон Вителсбах (на немски: Anna Magdalena von Pfalz-Veldenz von Wittelsbach; Anna Magdalene Pfalzgraefin bei Rhein zu Veldenz; * 19 март 1602, Лаутерекен; † 20 август 1630, Бернщат) от род Вителсбахи, е пфалцграфиня при Рейн и на Велденц и чрез женитба херцогиня на Бернщат и Мюнстерберг.

## Биография
Тя е дъщеря, най-голямото дете, на пфалцграф Георг Густав фон Пфалц-Велденц-Лаутерекен (1564 – 1634) и втората му съпруга пфалцграфиня Мария Елизабет фон Пфалц-Цвайбрюкен (1581 – 1637), дъщеря на пфалцграф и херцог Йохан I фон Пфалц-Цвайбрюкен (1550 – 1604) и Магдалена фон Юлих-Клеве-Берг (1553 – 1633), дъщеря на херцог Вилхелм „Богатия“ фон Юлих-Клеве-Берг (1516 – 1592) и ерцхерцогиня Мария Австрийска (1531 – 1581), дъщеря на император Фердинанд I (1503 – 1564), племенница на император Карл V (1500 – 1558). Роднина е на крал Карл Х Густав от Швеция (1622 – 1660).
Анна Магдалена се омъжва на 7 ноември 1617 г. в Оелс за Хайнрих Венцел фон Оелс-Бернщат (* 7 октомври 1592, дворец Филгут при Оелс, Силезия; † 21 август 1639) от род Подебради, херцог на Бернщат, херцог на Мюнстерберг и граф на Клодзко в Полша. Бракът е бездетен.
Анна Магдалена умира на 20 август 1630 г. на 28 години в Бернщат и е погребана там в църквата „Св. Катарина“. Хайнрих Венцел се жени втори път на 26 август 1636 г. за Анна Урсула фон Райбниц († 1 януари 1648).